# 837년

## 연호
- 당(唐) 개성(開成) 2년
- 일본(日本) 조와(承和) 4년

## 기년
- 당(唐) 문종(文宗) 11년
- 신라(新羅) 희강왕(僖康王) 2년
- 발해(渤海) 대이진(大彝震) 8년